# Psychonauts 2
Psychonauts 2 est un jeu vidéo d'action-aventure développé par le studio Double Fine Productions et édité par Xbox Game Studios. Le jeu est officialisé au cours des The Game Awards 2015 et est sorti le 25 août 2021 sur Microsoft Windows, PlayStation 4, Xbox One et Xbox Series. Il s'agit de la suite de Psychonauts.

## Système de jeu
Psychonauts 2 est un jeu de plateforme à la troisième personne, similaire au gameplay de son prédécesseur. Le joueur contrôlera Raz, un psychonaut nouvellement diplômé doté de puissantes capacités psychiques, alors qu'il plonge dans l'esprit des autres. Le joueur utilisera des "Psi-Powers", tels que la télékinésie, la pyrokinésie et la lévitation, en combinaison avec des éléments de jeu de plate-forme plus courants, pour explorer les mondes mentaux de plusieurs PNJ.

## Trame
Le jeu reprend après la fin de Psychonauts in the Rhombus of Ruin, avec Raz, ayant assisté Sasha Nein et Milla Vodello dans le sauvetage du chef Psychonaut Truman Zanotto (une mission commencée à la fin de Psychonauts). Après le sauvetage de Zanotto, l'équipe retourne au siège de Psychonaut, où Raz découvre que l'organisation n'est pas tout ce qu'elle semblait. En l'absence de Zanotto, l'organisation Psychonauts avait été réformée par Hollis Forsythe, et la recherche psychique s'était détournée des efforts de maintien de la paix vers des études peu orthodoxes, comme la nécromancie.
Tim Schafer, directeur de la série Psychonauts, a déclaré que certaines des idées introduites dans Psychonauts, telles que la famille de Raz, leur histoire et la malédiction qui continue de les affecter, seraient explorées plus avant dans la suite. Raz comprendra également ce que signifie le terme "petite amie",.

## Développement

### Contexte
Le premier titre de Double Fine en tant que studio était Psychonauts, sorti en 2005. Le jeu a été considéré comme un échec commercial, mais a été très apprécié par la critique pour ses personnages et son écriture. Dans les années qui ont suivi sa sortie, les fans et les journalistes du jeu ont exhorté Tim Schafer, le PDG de Double Fine et principal responsable créatif du jeu, à développer une suite au titre,.
Schafer a plusieurs fois exprimé son intérêt à travailler à nouveau sur la franchise Psychonauts, la société ayant envisagé des arcs narratifs plus grands pour les personnages du jeu au cours de son développement,.
En février 2012, Markus Persson, à l'époque propriétaire de Mojang, propose sur Twitter de financer Psychaunauts 2 ,. En mars 2012, Persson et Schafer se rencontrent à la Game Developers Conference ; sans aboutir sur un plan définitif pour le financement d'une suite. En février 2013, Persson déclare qu'il abandonne l'idée de financer la suite, car le montant nécessaire (18 millions de dollars) dépasse le montant qu'il avait prévu.

### Annonce et levée de fonds
Aux Game Awards 2015, Schafer a annoncé le projet de Double Fine de travailler sur Psychonauts 2 en utilisant une campagne de financement participatif via Fig. La société a demandé un financement de 3,3 millions de dollars pour le jeu, ce qui représentait environ un tiers des coûts de développement prévus, et augmenterait l'argent investi par Double Fine et un investisseur tiers. Schafer a noté que même si le montant était le même que celui qu'ils avaient collecté pour leur Broken Age sur Kickstarter, qui au moment de sa sortie avait considérablement dépassé son budget, il a estimé que le studio était mieux placé pour gérer les coûts et les processus nécessaires pour terminer Psychonauts 2 dans les temps. Schafer a noté que cette approche de financement, faire venir de l'argent de plusieurs investisseurs au lieu d'un seul éditeur, est similaire à l'approche adoptée par l'industrie cinématographique, et en outre, que l'utilisation du financement participatif peut atténuer certains des risques traditionnels associés à l'investissement, étant un moyen efficace de prouver l'intérêt public d'un titre.
Quelques jours seulement après l'annonce de la campagne de Psychonauts 2, Double Fine a annoncé le développement de Modèle:Psychonauts in the Rhombus of Ruin, un jeu de réalité virtuelle financé par l'éditeur pour PlayStation VR, il s'agit d'un chapitre plus petit qui sert de lien entre le jeu original et sa suite, mettant en vedette Raz et les autres psychonautes sauvant Truman Zanotto, en lien avec la conclusion de Psychonauts.
Au cours de la campagne, Schafer a confirmé que plusieurs membres de l'équipe qui ont travaillé sur le jeu original reviendraient pour la suite, dont Richard Steven Horvitz (en) et Nikki Rapp (en) respectivement en tant que voix de Raz et Lili, Erik Wolpaw en tant qu'écrivain, Peter Chan et Scott Campbell en tant qu'artistes, et Peter McConnell en tant que compositeur. Jack Black, qui a travaillé sur les précédents jeux Double Fine, sera également présent. 2 Player Productions, une société de production vidéo qui avait auparavant travaillé avec Double Fine pour documenter le développement de Broken Age, documenterait de la même manière la création de Psychonauts 2. Double Fine prévoyait d'utiliser Unreal Engine 4 pour développer la suite, leur permettant d'économiser du temps et de l'argent qui seraient autrement dépensés pour développer un moteur de jeu personnalisé, comme ils l'avaient fait dans le passé.
La campagne a atteint son objectif de financement cible avec cinq jours restants dans sa campagne de 38 jours. À la fin, un total de 3 829 024 $ avait été collecté auprès de 24 109 contributeurs.
En février 2016, Zak McClendon, qui avait auparavant travaillé comme directeur du design chez 2K Marin et Harmonix, a annoncé qu'il avait été embauché en tant que concepteur principal pour Psychonauts 2.
En février 2017, il a été annoncé que Starbreeze Studios avait investi 8 millions de dollars pour aider à éditer numériquement le jeu sur toutes les plateformes. Ils récupéreraient l'investissement en gagnant 85 % du bénéfice sur les ventes, une fois que les investisseurs Fig ont été pris en compte, jusqu'à ce qu'il soit récupéré, puis en tireraient 60 % au-delà. L'investissement n'a affecté que la distribution, car Double Fine conserve tout contrôle sur la propriété intellectuelle et le processus de développement.
Double Fine avait initialement prévu une sortie en 2018 pour le jeu, mais a annoncé en décembre 2017 qu'avec le jeu en plein développement, ils ne s'attendaient pas à sortir le jeu avant au moins 2019. Double Fine a présenté la première bande-annonce complète du jeu aux Game Awards 2018 en décembre 2018 et Psychonauts 2 était en alpha à ce moment-là.
En juin 2019, Double Fine avait été acquis par Microsoft dans le cadre de Xbox Game Studios. Microsoft a acheté les droits de publication du jeu à Starbreeze pour US$13,2 million, mais Double Fine a déclaré que Psychonauts 2 serait toujours publié sur toutes les plateformes annoncées précédemment (n'étant pas exclusif aux plateformes Microsoft),. L'acquisition de Microsoft a permis à Double Fine de rembourser les investisseurs de Fig plus tôt avec un rendement de 139% et d'augmenter le retour sur investissement basé sur les revenus de 70 à 85%. Schafer a déclaré dans une interview en 2020 qu'avant l'acquisition de Microsoft, ils avaient supprimé les combats de boss du jeu en raison du manque de fonds, mais ont pu les rajouter par la suite.
En juillet 2019, Double Fine a annoncé qu'ils avaient retardé la sortie du jeu jusqu'en 2020, voulant s'assurer qu'ils rendaient le jeu aussi bon que les joueurs l'attendent. Double Fine a annoncé en juillet 2020 que le jeu était encore retardé jusqu'en 2021, ce qui permettra également la sortie d'une version optimisée pour la Xbox Series X. Une date de sortie pour le jeu a été officiellement annoncée à l' E3 2021.

### Distribution des rôles
Dès le début du projet, il a été annoncé que Richard Horvitz (en) et Nikki Rapp (en) reprendront les personnages de Raz et Lili. La distribution s'enrichit également avec l'ajout de comédiens ayant travaillé sur d'autres productions de Double Fine, comme Jack Black et Elijah Wood, les interprètes d'Helmut Fullbear et Nick Johnsmith.
Interprète d'Hollis Forsythe, Kimberly Brooks glane le BAFTA de la meilleure performance dans un second rôle.